# Ноты с точками
В западной музыкальной нотации точка, которая ставится после ноты, увеличивает её на половину музыкальной продолжительности. Например, если продолжительность основной ноты — две доли, то эта же нота с точкой будет длиться три доли. Нота любой длительности может быть удлинена точкой. Пунктирная запись равнозначна записи основной ноты, связанной с помощью лиги с другими. К ноте может быть добавлено любое количество точек; количество точек служит для удлинения ноты на {\displaystyle 1-{\tfrac {1}{2^{n}}}} от первоначальной продолжительности (1,5, 1,75, 1,875, 1,9375, 1,968 и т.д.).

## Нотации
Если нота является частью аккорда или интервала, то точка будет писаться возле каждой ноты:  .
Пунктирные точки не следует путать с точками, обозначающими стаккато, которые пишутся выше или ниже ноты.
Использовать точки для увеличения продолжительности нот начали ещё в X веке, однако точная сумма увеличения оспаривается (см. Невма)[что?].

## Двойное и тройное увеличение
Также в музыкальной практике могут использоваться две и более точки для увеличения продолжительности. При этом нота с двумя точками равняется 1¾ (1 + ½ + ¼) продолжительности основной ноты, а нота с тремя точками — 1⅞ (1 + ½ + ¼ + ⅛) продолжительности. Одним из известных примеров использования нот с тремя точками является прелюдия Ф. Шопена соль мажор ор. 28 № 3 или Венгерская рапсодия №15 Ф. Листа.